# Pterotaea onscura
Pterotaea onscura là một loài bướm đêm trong họ Geometridae.